# جيا اليماند
جيا اليماند (بالإنجليزية: Gia Allemand؛ 30 ديسمبر 1983 – 14 أغسطس 2013) كانت ممثلة أمريكية، عارضة أزياء، متسابقة تلفزيون الواقع، أنتحرت شنقًا في أغسطس 2013

## المهنة

### النشأة وبدابة المهنة
ولدت جيا ماري اليماند ليوجين ودونا أليماند  في حي هوارد بيتش في كوينز، مدينة نيويورك، ونشأت في حي جزيرة ستاتن وقربه في ضواحي مانفيل، نيويورك، في لونغ آيلاند،  حيث تخرجت من مدرسة ليندنهيرست الثانوية في عام 2001. انفصل والدا أليماند في عام 1992، ثم تطلقا رسميًا. تزوجت دونا أليماند توني ميتشيليتي، التي وصفته بأنها أقرب إلى جيا من والد جيا البيولوجي.
بدأت جيا كعارضة في وقت مبكر، وكطفلة ظهرت في إعلانات جونسون وجونسون كطفلة. عندما كانت مراهقًا، لم تفكر اليماند في البداية في مهنة عرض الأزياء. ومع ذلك، بدأت في التاسعة عشرة من عمرها كعارضة ازياء بعد أن طُلب منها الدخول في مسابقة ملابس السباحة التي فازت بها. أنهت اليماند المركز الثاني في مسابقة Miss Hawaiian Tropic ومسابقة Miss Red Hot Taj Mahal Super Bowl في عام 2005. اشتهرت بظهورها كعارضة ملابس سباحة في مجلة مكسيم في عام 2007. في عام 2008، حصلت على لقب ملكة جمال بيكيني الولايات المتحدة الأمريكية للسنة. في العام التالي، احتلت اليماند المرتبة الأولى في فئة بيكيني القصيرة لبطولة NPC Arnold للهواة. بالإضافة إلى عرض الازياء، عملت اليماند في مجال عروض الازياء واستشارات الحقول الإبداعية "Dream It Make It".
قالت اليماند في مقابلة إنها كانت دائمًا لديها شغف بالتمثيل والأداء. كانت راقصة باليه محترفة سابقة،  ولكن توقفت مهنتها في الرقص بعد أن أصيبت في أوتار الركبة ووتر أخيل.

### مهنة التلفزيون
بدأ عمل اليماند في التلفزيون عندما تم اختيارها كعضوة من طاقم الممثلين في برنامج الواقع "ABC The Bachelor: On the Wings of Love"، الموسم الرابع عشر من سلسلة "The Bachelor"، والذي تم بثه لأول مرة في 4 يناير 2010. وقد وضعها البرنامج مع 24 امرأة أخرى جميع المتنافسين مع جيك بافيلكا. كانت الثانية في آخر متسابقة تم إقصاؤه من قبل بافليكا. في 18 فبراير 2010، ظهرت اليماند في برنامج ألين دي جينيريس شو ، حيث ناقشت حياتها بعد أن كانت في برنامج "The Bachelor".
بعد ذلك، انضمت اليماند إلى طاقم نسخة أخرى من برنامج "The Bachelor" بعنوان "Bachelor Pad". تم عرض البرنامج لأول مرة في 9 أغسطس 2010 على أي بي سي.
ظهرت اليماند في الفيلم القصير "Ghost Trek: The Kinsey Report"، وهو فيلم كوميدي رعب عن عرض، حيث تلعب اليماند دور المنتجة شونا ليبويتز.

## الوفاة
في 12 أغسطس 2013، تم إدخال اليماند إلى المستشفى الجامعي في نيو أورلينز بعد محاولتها الانتحار شنقًا.، أُعلِنَت أن دماغها مات وأُزيلت من دعم الحياة بعد يومين في سن 29. في وقت وفاتها، كانت تعيش في نيو أورليانز وتواعد لاعب كرة السلة رايان أندرسون  الذي كان يلعب في نيو أورليانز بيليكانز. كان لدى جيا اضطراب يعرف باسم اضطراب مزعج سابق للحيض (PMDD). أجرى فيل ماكجرو مقابلة مع مدير أعمالها الذي كان معها منذ فترة طويلة، بينيلوب جان هايز، حول موضوع انتحار أليماند وضغوط المشاهير والصورة وإيجاد الحب والسعادة.
أقيمت جنازتها في كنيسة Trinity Grace ، وهي كنيسة مسيحية غير طائفية في حي تشيلسي في مانهاتن.

## روابط خارجية
- جيا اليماند على موقع IMDb (الإنجليزية)
- جيا اليماند في قاعدة بيانات الأفلام على الإنترنت
- جيا اليماند نسخة محفوظة 8 يوليو 2011 على موقع واي باك مشين. في بودي بلدينغ. كوم
- مؤسسة جيا اليماند